# برگ‌ماهی‌های آسیایی
برگ‌ماهی‌های آسیایی (نام علمی: Pristolepis) نام یک سرده از تیره برگ‌ماهیان آسیایی است.